# Мовзен-де-Пра
Мовзе́н-де-Пра (фр. Mauvezin-de-Prat) — коммуна во Франции, находится в регионе Юг — Пиренеи. Департамент коммуны — Арьеж. Входит в состав кантона Сен-Лизье. Округ коммуны — Сен-Жирон.
Код INSEE коммуны — 09183.

## Население
Население коммуны на 2008 год составляло 81 человек.
| 1962 | 1968 | 1975 | 1982 | 1990 | 1999 | 2008 |
| ---- | ---- | ---- | ---- | ---- | ---- | ---- |
| 54   | 66   | 57   | 50   | 52   | 68   | 81   |

## Экономика
В 2007 году среди 50 человек в трудоспособном возрасте (15—64 лет) 40 были экономически активными, 10 — неактивными (показатель активности — 80,0 %, в 1999 году было 72,3 %). Из 40 активных работали 35 человек (18 мужчин и 17 женщин), безработных было 5 (3 мужчины и 2 женщины). Среди 10 неактивных 2 человека были учениками или студентами, 5 — пенсионерами, 3 были неактивными по другим причинам.